# Imma lysidesma
Imma lysidesma är en fjärilsart som beskrevs av Edward Meyrick 1906. Imma lysidesma ingår i släktet Imma och familjen Immidae. Inga underarter finns listade i Catalogue of Life.